# American Recordings (Albenreihe)
American Recordings bezeichnet eine Serie von zum Teil postum erschienenen Alben des US-amerikanischen Country-Sängers Johnny Cash.
Benannt wurde die Reihe nach dem gleichnamigen Label, unter dem sie produziert und veröffentlicht wurde.
Bestandteile sind die folgenden Alben:
- American Recordings (1994)
- Unchained (1996)
- American III: Solitary Man (2000)
- American IV: The Man Comes Around (2002)
- American V: A Hundred Highways (2003)
- American VI: Ain’t No Grave (2010)